# Zbigniew Opacki
Zbigniew Opacki (ur. 17 czerwca 1952 w Prabutach) – polski historyk, profesor nauk humanistycznych, w latach 2008-2012 dziekan Wydziału Historycznego UG.

## Życiorys
W 1976 ukończył studia historyczne na Uniwersytecie Gdańskim. Po studiach odbył służbę wojskową, w latach 1977-1978 pracował jako nauczyciel, w 1978 był dyrektorem Miejskiej Biblioteki Publicznej w Kętrzynie, w latach 1978-1984 dyrektorem biblioteki w Korszach, od 1984 pracował w Wojewódzkiej Bibliotece Publicznej w Gdańsku. Doktorat obronił w 1986; habilitację uzyskał w 1996. W latach 1993–1996 był kierownikiem Studium Podyplomowego Historii w Instytucie Historii UG, następnie prodziekanem ds. studiów zaocznych Wydziału Filologiczno-Historycznego UG (1996–1999) i dyrektorem Instytutu Historii UG (1999–2003). Od 2008 do 2012 roku pełnił funkcję dziekana Wydziału Historycznego UG. W 2008 postanowieniem prezydenta RP prof. Lecha Kaczyńskiego otrzymał tytuł profesora nauk humanistycznych.
Specjalizuje się w polskiej i rosyjskiej myśli politycznej XIX i XX wieku, polsko-rosyjskich stosunkach politycznych, dziejach Rosji oraz historii Kresów Wschodnich w XIX i XX w.

## Życie prywatne
Żonaty z muzealniczką, byłą dyrektor Muzeum Miasta Gdyni Dagmarą Płazą-Opacką, ma dwójkę dzieci.

## Wybrane publikacje
- Barbaria rosyjska. Rosja w historiozofii i myśli politycznej Henryka Kamieńskiego, Gdańsk: "Marpress" 1993.
- W kręgu Polski, Rosji i Słowiańszczyzny. Myśl i działalność społeczno-polityczna Mariana Zdziechowskiego do 1914 r., Gdańsk 1996.
- Między uniwersalizmem a partykularyzmem. Myśl i działalność społeczno-polityczna Mariana Zdziechowskiego w latach 1914-1938, Gdańsk: Wydawnictwo Uniwersytetu Gdańskiego 2006.
- Reaktywowanie czy powstanie? Dyskusje wokół utworzenia Uniwersytetu Stefana Batorego w Wilnie w l. 1918-1919; Środowisko naukowe Uniwersytetu Stefana Batorego w Wilnie wobec polsko-litewskiego sporu terytorialnego o Wileńszczyznę w l. 1919-1922, [w:] Polacy i sąsiedzi – dystanse i przenikanie kultur, Cz. 2, red. R. Wapiński, Gdańsk 2001.
- Borys Cziczerin wobec kwestii polskiej w polityce rosyjskiej w II poł. XIX i pocz. XX w., [w:] Unifikacja za wszelką cenę. Sprawy polskie w polityce rosyjskiej na przełomie XIX i XX w., red. A. Szwarc i P. Wieczorkiewicz, Warszawa 2002.
- Stolice imperium rosyjskiego w oczach zachodnich podróżników (Astolphe de Custine i Georg Brandes), [w:] Okno na Europę. Zagadnienia kulturowej tożsamości Petersburga i jego rola w historii powszechnej, red. F. Apanowicz i Z. Opacki, Gdańsk 2006.
- (redakcja) Okno na Europę : zagadnienia kulturowej tożsamości Petersburga i jego rola w historii powszechnej, pod red. Franciszka Apanowicza i Zbigniewa Opackiego, Gdańsk: Wydawnictwo Uniwersytetu Gdańskiego 2006.
- (redakcja) Dom - spotkanie przestrzeni prywatnej i publicznej na tle przemian cywilizacyjnych XIX i XX w. Zbiór studiów, pod red. Zbigniewa Opackiego i Dagmary Płaza-Opackiej, Gdańsk - Sopot: Wydawnictwo Uniwersytetu Gdańskiego 2008.